# 名古屋ケーブルビジョン
公益財団法人名古屋ケーブルビジョン （なごやケーブルビジョン、略称：NCV)）は、高層建築物等の原因によるテレビジョン放送の受信障害を解消する公益法人。元総務省東海総合通信局所管。

## 概要
- 所在地: 愛知県名古屋市中区新栄二丁目46番6号
- 出捐金: 1億6500万円

## サービスエリア
- 愛知県名古屋市、春日井市、江南市、尾張旭市、北名古屋市、清須市、あま市、海部郡大治町の送電障害地区
- 岐阜県加茂郡七宗町全域

## 主な放送チャンネル

### テレビ局
- BSデジタル放送は地域により提供されていない場合がある。